# Maurice Wilkes Award
Der Maurice Wilkes Award ist ein Preis für Computerarchitektur, der von der Untergruppe Computer-Architektur (SIGARCH, ACM Special Interest Group on Computer Architecture) der Association for Computing Machinery (ACM) verliehen wird. Der Empfänger sollte seine professionelle Karriere nicht früher als 20 Jahre vor der Ehrung begonnen haben. Der Preis ist nach Maurice Wilkes benannt.

## Preisträger
- 1998 Wen-mei Hwu
- 1999 Gurindar S. Sohi
- 2000 William J. Dally
- 2001 Anant Agarwal
- 2002 Glenn Hinton
- 2003 Dirk Meyer
- 2004 Kourosh Gharachorloo
- 2005 Steve Scott
- 2006 Doug Burger
- 2007 Todd Austin
- 2008 Sarita Adve
- 2009 Shubu Mukherjee
- 2010 Andreas Moshovos
- 2011 Kevin Skadron
- 2012 David Brooks
- 2013 Parthasarathy Ranganathan
- 2014 Ravi Rajwar
- 2015 Christos Kozyrakis
- 2016 Timothy Sherwood
- 2017 Lieven Eeckhout
- 2018 Gabriel Loh
- 2019 Onur Mutlu
- 2020 Luis Ceze, Karin Strauss
- 2021 Thomas Wenisch
- 2022 Moinuddin Qureshi
- 2023 Abhishek Bhattacharjee
- 2024 Reetuparna Das
- 2025 Carole-Jean Wu